# Cézembre
Cézembre ist eine unbewohnte Insel in der Bretagne im Ärmelkanal etwa 4 km nordnordwestlich von Saint-Malo. Sie hat eine Fläche von ca. 18 Hektar, eine Länge von ca. 750 Metern und eine Breite von ca. 250 Metern.
Auf der Südseite der Insel gibt es einen feinsandigen Strand und eine Felsküste am Rest der Küste.

## Geschichte
Während verschiedener Zeiträume kamen einst Einsiedler dorthin, es gab ein Kloster und fünf kleine Kapellen. Im 18. Jahrhundert wurde die Insel zur Quarantäne genutzt.
Im Zweiten Weltkrieg wurden die Festungen des 17. Jahrhunderts als Teil des Atlantikwalls ausgebaut (Marine-Küstenbatterien). Auf der Insel waren etwa 320 Soldaten stationiert, diese kapitulierten gegenüber der 83rd Infantry Division am 2. September 1944. Einige deutsche Bunker sind noch vorhanden. Der Großteil der Insel ist vermint und nicht betretbar.

## Sonstiges
Die Landzunge Point de Cézembre (Antarktis) wurde nach der Insel benannt.